# 無線電時鐘

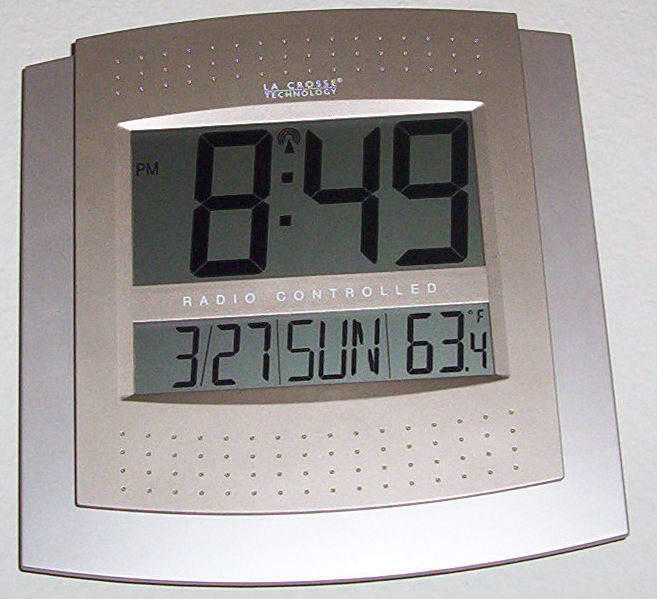
一個使用長波授時信號的電波時鐘

無線電時鐘，又稱電波時鐘、電波鐘，是指可以通过接收授时无线电波进行即时时间校准的时钟。其核心有一個具極端精確的電波接收器，每天自動接收由世界各地以原子鐘計時的基地台發射出的「標準時刻」无线電波，自動校正時刻及日曆。無線電時鐘的誤差與原子鐘相同，為每10萬年誤差1秒。

## 發展歷史
- 1989年提出構想並開始研發，最原始的構想是藉由接收中波收音機所發出的報時來修正時間
- 1991年才開始進行現今的收發研究
- 1993年最早的商品問世